# Alejandra Maldonado
Alejandra Maldonado (Monterrey, 17 de julho de 1962) é uma atriz e apresentadora mexicana

## Carreira

### Telenovelas
- Pobre diabla (2009) ... Rebecca de Rodríguez
- Contrato de amor (2008) ... Patricia
- Tengo todo excepto a tí (2008) ... Victoria
- Amor sin condiciones (2006) ... Paulina
- Golpe bajo (2000) ... Laura Prado
- Tres destinos (1993) ... Gabriela
- De frente al sol (1992) ... Sara
- Amor de nadie (1990) ... Vera
- Mi segunda madre (1989) ... Irene Montenegro
- Amor en silencio (1988) ... Mayra
- Rosa salvaje (1987) ... Malena

## Séries
- A cada quien su santo (2009)
- Papá soltero (1987) ... Noemí (episodio "Me enamoré de una oportunista")

## Prêmios e Indicações

### Prêmio TVyNovelas
| Ano  | Categoria               | Telenovela       | Resultado |
| ---- | ----------------------- | ---------------- | --------- |
| 1992 | Melhor atriz antagônica | Amor de nadie    | Nomeada   |
| 1990 | Melhor atriz antagônica | Mi segunda madre | Nomeada   |